# Carpacoce
Carpacoce là một chi thực vật có hoa trong họ Thiến thảo (Rubiaceae).

## Loài
Chi Carpacoce gồm các loài: